# Pontificio Istituto di Studi Arabi e d'Islamistica
Il Pontificio istituto di Studi arabi e d'islamistica (in latino Pontificium Institutum Studiorum Arabicorum et Islamicorum), talvolta indicato con l'acronimo PISAI, è un istituto universitario della Chiesa cattolica con sede a Roma.

## Storia
L'istituto fu fondato come sezione dell'IBLA ovvero Institut des belles lettres arabes sorto a Tunisi nel 1926 per iniziativa dei Missionari d'Africa noti anche come Padri Bianchi.
Nel 1949 si decise di separare l'insegnamento dalle altre attività dell'IBLA e nacque così a Manouba una casa di studi in cui venivano insegnate la lingua araba e le scienze islamiche. In seguito, con decreto della S. Congregazione de' seminari e università, in data 19 marzo 1960, la casa fu elevata a Pontificio istituto di Studi orientali. Nel 1964 l'Istituto fu trasferito a Roma ove fu necessario assumere la nuova denominazione "Pontificio istituto di Studi arabi" per evitare la confusione con il "Pontificio istituto orientale" già esistente nella città. Dal 1966 l'Istituto poté conferire licenze di Studi arabi e islamici al termine, mentre nel 1967 per volontà di papa Paolo VI, l'Istituto fu ubicato nei locali in una parte del palazzo di S. Apollinare.
Le lingue sole d'insegnamento furono per lungo tempo l'arabo e il francese; una sezione anglofona fu creata nel 1972 a seguito di numerose richieste. Successivamente, per motivi tecnici, l'Istituto divise i corsi in due espressioni linguistiche: francese e inglese.

## Presidi
- Justo Lacunza Balda (2000-2006)
- Miguel Ángel Ayuso Guixot (2006-2012)
- Valentino Cottini (2012-2018)
- Diego Sarrió Cucarella (2018-2024)
- Wasim Salman (dal 2024)

## Gran cancellieri
- Zenon Grocholewski (1999-2015)
- Giuseppe Versaldi (2015-2022)
- José Tolentino de Mendonça (dal 2022)

## Vice gran cancellieri
- Gérard Chabanon (2004-2010)
- Richard Kuuia Baawobr (2010-2016)
- Stanley Lubungo (dal 2016)